# Timber
«Timber» en español, «Árbol Va» o «Árbol cae» es una canción del rapero estadounidense Pitbull con la colaboración de la cantante estadounidense Kesha. La canción fue lanzada el 7 de octubre de 2013, como el primer sencillo del EP del cantante, Meltdown. Anteriormente ya habían trabajado juntos, en 2009 en una canción llamada «Girls», en una remezcla del sencillo debut de Ke$ha, «Tik Tok», y más recientemente en una de las remezclas para «Crazy Kids». Alcanzó el número 1 en el Billboard Hot 100 de los Estados Unidos, convirtiéndose en el segundo sencillo de Pitbull en llegar a esta condición, (logro que cosechó anteriormente en 2011 con «Give Me Everything») mientras Kesha recolecta su segundo sencillo número 1 como artista invitada, siendo su cuarto número 1 en dicho territorio. Además encabezó las listas de sencillos del Reino Unido, Alemania, Austria, Canadá, Chile, Dinamarca, Finlandia, Noruega, Suecia y los Países Bajos.
La canción se encuentra producida por el destacado productor musical Dr. Luke, en compañía de Cirkut, y el inglés Sermstyle y contiene el sample de la canción "San Francisco Bay" lanzada en 1979 por Lee Oskar. Durante el 2014 logró vender 9,1 millones de copias globalmente, siendo la sexta canción más vendida de ese año.

## Video musical
El video musical fue dirigido por David Rousseau y filmado durante dos semanas, Kesha filmó sus partes el 5 de noviembre de 2013, mientras que Pitbull una semana más tarde, el 12 de noviembre de 2013. Las escenas en la playa fueron rodadas en las islas Exuma, Bahamas. El video también cuenta con un cameo de The Bloody Jug Band, una banda oriunda de Orlando, quienes interpretan la canción en una cantina. El video musical se estrenó en primer lugar en la página de Facebook oficial de Pitbull, el 24 de noviembre de 2013. Fue lanzado en el canal VEVO de Pitbull el 24 de noviembre de 2013.
El video recibió una nominación a un premio MTV Video Music Award 2014 en la categoría Mejor colaboración.
Actualmente cuenta con más de 1000 millones de visitas siendo el video más visto de Pitbull.

## Presentaciones en vivo
El 24 de noviembre de 2013, Pitbull & Kesha intérpretaron la canción en los American Music Awards de 2013. Mientras que Pitbull interpretó la canción en Good Morning America y David Letterman Show.

## En la cultura popular
«Timber» fue versionado por The Band Perry en We Are Pioneers World Tour. En Chile, la canción fue presentada en Mucho Gusto Karen Paola bailaron la canción. También fue utilizado en la banda sonora de la telenovela Las dos Carolinas. La canción se utiliza en el tráiler de la comedia romántica de 2014 The Other Woman. También se la usó para el programa de televisión argentina, colombiana, mexicana, peruana, etc. Escape Perfecto (2014 - 2016)

## Formatos
- Digitales

| Descarga digital |                      |          |  |
| N.º              | Título               | Duración |  |
| 1.               | «Timber» (con Kesha) | 3:24     |  |

- Materiales

| Sencillo en CD |                                    |          |  |
| N.º            | Título                             | Duración |  |
| 1.             | «Timber» (con Kesha)               | 3:24     |  |
| 2.             | «Outta Nowhere» (con Danny Mercer) | 3:26     |  |

## Posicionamiento en las listas

### Semanales
| América del Norte |                             |    |        |
| Canadá            | Canadian Hot 100            | 1  | [ 20 ] |
| Estados Unidos    | Billboard Hot 100           | 1  | [ 21 ] |
| Estados Unidos    | Pop Songs                   | 1  | [ 22 ] |
| Estados Unidos    | Rap Songs                   | 1  | [ 23 ] |
| Estados Unidos    | Hot Dance Club Songs        | 1  | [ 24 ] |
| Estados Unidos    | Adult Pop Songs             | 11 | [ 25 ] |
| Estados Unidos    | Latin Pop Songs             | 9  | [ 26 ] |
| Asia              |                             |    |        |
| Corea del Sur     | Top 200 canciones           | 2  | [ 27 ] |
| Israel            | Media Forest                | 3  | [ 28 ] |
| Japón             | Top 100 canciones           | 16 | [ 29 ] |
| Europa            |                             |    |        |
| Alemania          | Top 100 canciones           | 1  | [ 30 ] |
| Austria           | Top 75 canciones            | 1  | [ 31 ] |
| Bélgica (Flandes) | Top 50 canciones            | 4  | [ 31 ] |
| Bélgica (Valonia) | Top 50 canciones            | 6  | [ 31 ] |
| Dinamarca         | Top 40 canciones            | 1  | [ 31 ] |
| España            | Los 40 Principales          | 1  | [ 32 ] |
| España            | Top 50 canciones            | 5  | [ 31 ] |
| Escocia           | The Official Charts Company | 1  | [ 33 ] |
| Eslovaquia        | Top 100 canciones           | 2  | [ 34 ] |
| Finlandia         | Top 20 canciones            | 1  | [ 31 ] |
| Francia           | Top 100 canciones           | 8  | [ 31 ] |
| Hungría           | Top 20 canciones            | 2  | [ 35 ] |
| Irlanda           | Top 50 canciones            | 2  | [ 36 ] |
| Italia            | Top 20 canciones            | 7  | [ 37 ] |
| Noruega           | Top 20 canciones            | 1  | [ 31 ] |
| Países Bajos      | Top 40 canciones            | 1  | [ 38 ] |
| Polonia           | Top 20 canciones            | 3  | [ 39 ] |
| Reino Unido       | UK Singles Chart            | 1  | [ 40 ] |
| República Checa   | Top 100 canciones           | 3  | [ 41 ] |
| Suecia            | Top 60 canciones            | 1  | [ 31 ] |
| Suiza             | Top 75 canciones            | 3  | [ 42 ] |
| Australasia       |                             |    |        |
| Australia         | Top 50 canciones            | 4  | [ 31 ] |
| Nueva Zelanda     | Top 40 canciones            | 3  | [ 31 ] |

### Sucesión en listas
| Anterior: «The Monster» de Eminem con Rihanna | Canadian Hot 100 — Sencillo Nro 1 14 de diciembre de 2013 — 7 de febrero de 2013    | Siguiente: «Counting Stars» de OneRepublic |
| Anterior: «Changes» de Faul & Wad Ad vs. Pnau | Media Control Charts — Sencillo Nro 1 27 de diciembre de 2013 — 17 de enero de 2014 | Siguiente: «Happy» de Pharrell Williams    |
| Anterior: «Happy» de Pharrell Williams        | Dutch Top 40 — Sencillo Nro 1 28 de diciembre de 2013 — 25 de enero de 2014         | Siguiente: «All of Me» de John Legend      |
| Anterior: «Happy» de Pharrell Williams        | UK Singles Chart — Sencillo Nro 1 5 de enero de 2014 — 12 de enero de 2014          | Siguiente: «Happy» de Pharrell Williams    |
| Anterior: «The Monster» de Eminem con Rihanna | Billboard Hot 100 — Sencillo Nro 1 18 de enero de 2014 — 7 de febrero de 2014       | Siguiente: «Dark Horse» de Katy Perry      |

## Certificaciones
| América del Norte |                  |      |                              |         |        |
| Canadá            | Music Canada     | 2014 | 6× Séxtuple disco de platino | 480 000 | [ 43 ] |
| Estados Unidos    | RIAA             | 2014 | Triple disco de platino      | 3 000   | [ 44 ] |
| Europa            |                  |      |                              |         |        |
| Alemania          | BVMI             | 2013 | Disco de Platino             | 300 000 | [ 45 ] |
| Austria           | IFPI (Austria)   | 2014 | Disco de Oro                 | 15 000  | [ 46 ] |
| Bélgica           | BEA              | 2014 | Disco de Oro                 | 15 000  | [ 47 ] |
| Dinamarca         | IFPI (Dinamarca) | 2014 | Triple disco de platino      | 90 000  | [ 48 ] |
| Italia            | FIMI             | 2014 | Disco de platino             | 30 000  | [ 49 ] |
| Reino Unido       | BPI              | 2014 | Disco de oro                 | 400 000 | [ 50 ] |
| Suecia            | SRIA             | 2013 | Disco de platino             | 40 000  | [ 51 ] |
| Suiza             | IFPI (Suiza)     | 2013 | Disco de oro                 | 15 000  | [ 52 ] |
| Oceanía           |                  |      |                              |         |        |
| Australia         | ARIA             | 2013 | Cuádruple disco de platino   | 280 000 | [ 53 ] |
| Nueva Zelanda     | RIANZ            | 2014 | Doble disco de platino       | 30 000  | [ 54 ] |